# Максим Ленел-Лавастин
Пол-Мари Максим Ленел-Лавастин (на френски: Paul-Marie Maxime Laignel-Lavastine) е френски психиатър.

## Биография
Роден е през 1875 година в град Евре, Франция. Започва да учи медицина в Париж и става ученик на Жозеф Бабински. Областите му на интерес включват невроанатомия, неврология, криминология и психиатрия. Става председател на дружеството за история на медицината през 1931 година. Известен и с новаторското си преподаване в Института по криминология в Париж. По-късно става член на медико-психологическото общество. Психоаналитиците Морис Буве и Рене Хелд са сред неговите ученици. Сътрудничи си с психиатъра Жан Дьоле.